# 日本ポーランド学生会議
日本ポーランド学生会議（にほんポーランドがくせいかいぎ、英語: Japan–Poland Student Conference, JPSC、日波学生会議）は、2017年に創設された国際交流学生団体である。日本とポーランド両国の学生が集い、毎年夏に共に寝泊まりし様々な議題について話し合う場を持つ。

## 歴史
- 2017年9月 日本ポーランド学生会議創設
- 2018年8月 第1回日本ポーランド学生会議 開催予定

## 概要
ポーランドに留学経験のある学生5名によって、2017年に創設された。
バックアップ団体はなく、学生が自らの手で企画・運営・資金調達のすべてを行っている。

## 理念
日本ポーランドを結ぶ友好関係の架け橋となることを目標として掲げている。
日本ポーランド両国間の友好関係の向上を、学生の立場から促進するプラットフォームとなるべく、両国について興味・関心のある学生同士の交流を促進する。
それと同時に、今まで同国に興味を抱いていなかった学生へ積極的にアプローチをし、関心を抱いてもらうことも活動目的の一つとしている。

## 活動内容
毎年8月に両国間の学生を集め、年次会議を開催する。
開催場所は日本とポーランドを毎年行き来する。
年次会議では、事前学習・分科会・フィールドワークなどを実施し、参加者全員で最終的に一つのコンセンサスをまとめる。
その他にも両国に関連した行事への出席、勉強会の実施など本学生会議の理念を実現する活動を行う。

## 第一回日本ポーランド学生会議
2018年8月13日～18日までの5日間、青少年オリンピックセンターにて開催される。

### テーマ：「」
参加者公募は、2018年2月1日から団体ホームページにて行われる。

### 後援：
日本学生会議所（UNISC）

## 顧問
篠原琢　東京外国語大学教授（中央ヨーロッパ近現代史専門）

## 出展
1. 1 2  Japan-Poland Student Conference/日波学生会議 - ページ情報 | Facebook